# タリック・ウリダ
タリック・ウリダ（Tarik Oulida, 1974年1月19日 - ）は、オランダ・アムステルダム出身の元サッカー選手。ポジションはミッドフィールダー。

## 来歴
両親は共にモロッコ人。12歳で名門アヤックスユースに入団、17歳でトップチームに昇格。ユース代表、オリンピック代表にも名を連ね、その才能はヨハン・クライフからも高く評価されたが、当時の監督であったルイス・ファン・ハールとの不和もあり退団。
1995-1996シーズンからはリーガ・エスパニョーラ・セビージャでプレーするが、怪我や2部降格など不運が続き、1998年8月に日本の名古屋グランパスエイトに移籍。1998年8月1日のベルマーレ平塚戦で初ゴールを含む2ゴールを決めたが、当初は日本のサッカーにフィットしなかった。ジョアン・カルロス監督が就任した1999年以降は主力として活躍。2000年にはJOMOカップに外国籍選手選抜の一員として先発出場した。
退団後は欧州に帰るが、2003年、シーズン半ばにジョアン・カルロス監督の指揮するコンサドーレ札幌に加入。再び日本のピッチに立った。しかし、ウリダが来日したときには既に彼の獲得を希望していたジョアン・カルロスは監督を辞任しており、クラブも迷走期に入っていた。そんな中、ウリダは背番号10番を付け奮闘したが、チームはJ1昇格どころか、昇格争いにすら絡めないままシーズン終了。ウリダもシーズン終了後に同チームを退団し、2004年はADOデン・ハーグに移籍。戸田和幸とともにプレーした。
2023年、2011年当時6歳の実の娘への性的虐待によりマラガの裁判所で有罪判決を受け、国外追放により10年間スペインへの入国が禁止された。

## 所属クラブ
- 1992年 - 1995年　 アヤックス・アムステルダム
- 1995年 - 1998年　 セビージャFC
- 1998年8月 - 2002年　 名古屋グランパスエイト
- 2002年 - 2003年　 CSスダン・アルデンヌ
- 2003年8月 - 同年12月　 コンサドーレ札幌
- 2004年　 ADOデン・ハーグ

## 個人成績
| 国内大会個人成績 | 国内大会個人成績 | 国内大会個人成績 | 国内大会個人成績 | 国内大会個人成績 | 国内大会個人成績 | 国内大会個人成績 | 国内大会個人成績 | 国内大会個人成績 | 国内大会個人成績 | 国内大会個人成績 | 国内大会個人成績 |
| 年度             | クラブ           | 背番号           | リーグ           | リーグ戦         | リーグ戦         | リーグ杯         | リーグ杯         | オープン杯       | オープン杯       | 期間通算         | 期間通算         |
| 年度             | クラブ           | 背番号           | リーグ           | 出場             | 得点             | 出場             | 得点             | 出場             | 得点             | 出場             | 得点             |
| オランダ         | オランダ         | オランダ         | オランダ         | リーグ戦         | リーグ戦         | リーグ杯         | リーグ杯         | KNVBカップ       | KNVBカップ       | 期間通算         | 期間通算         |
| ---------------- | ---------------- | ---------------- | ---------------- | ---------------- | ---------------- | ---------------- | ---------------- | ---------------- | ---------------- | ---------------- | ---------------- |
| 1992-93          | アヤックス       |                  | エールディヴィジ | 6                | 2                |                  |                  |                  |                  |                  |                  |
| 1993-94          | アヤックス       |                  | エールディヴィジ | 9                | 2                |                  |                  |                  |                  |                  |                  |
| 1994-95          | アヤックス       |                  | エールディヴィジ | 2                | 0                |                  |                  |                  |                  |                  |                  |
| スペイン         | スペイン         | スペイン         | スペイン         | リーグ戦         | リーグ戦         | 国王杯           | 国王杯           | オープン杯       | オープン杯       | 期間通算         | 期間通算         |
| 1995-96          | セビージャ       |                  | プリメーラ       | 5                | 0                |                  |                  |                  |                  |                  |                  |
| 1996-97          | セビージャ       |                  | プリメーラ       | 10               | 3                |                  |                  |                  |                  |                  |                  |
| 1997-98          | セビージャ       |                  | セグンダ         | 29               | 1                |                  |                  |                  |                  |                  |                  |
| 日本             | 日本             | 日本             | 日本             | リーグ戦         | リーグ戦         | リーグ杯         | リーグ杯         | 天皇杯           | 天皇杯           | 期間通算         | 期間通算         |
| 1998             | 名古屋           | 7                | J                | 16               | 4                | 0                | 0                | 3                | 0                | 19               | 4                |
| 1999             | 名古屋           | 7                | J1               | 22               | 2                | 5                | 0                | 5                | 2                | 32               | 4                |
| 2000             | 名古屋           | 7                | J1               | 16               | 1                | 6                | 1                | 2                | 0                | 24               | 2                |
| 2001             | 名古屋           | 7                | J1               | 28               | 2                | 5                | 1                | 1                | 0                | 34               | 3                |
| 2002             | 名古屋           | 7                | J1               | 5                | 1                | 1                | 0                | 0                | 0                | 6                | 1                |
| フランス         | フランス         | フランス         | フランス         | リーグ戦         | リーグ戦         | F・リーグ杯      | F・リーグ杯      | フランス杯       | フランス杯       | 期間通算         | 期間通算         |
| 2002-03          | スダン           |                  | リーグ・アン     | 22               | 1                |                  |                  |                  |                  |                  |                  |
| 日本             | 日本             | 日本             | 日本             | リーグ戦         | リーグ戦         | リーグ杯         | リーグ杯         | 天皇杯           | 天皇杯           | 期間通算         | 期間通算         |
| 2003             | 札幌             | 10               | J2               | 13               | 1                | -                | -                |                  |                  |                  |                  |
| オランダ         | オランダ         | オランダ         | オランダ         | リーグ戦         | リーグ戦         | リーグ杯         | リーグ杯         | KNVBカップ       | KNVBカップ       | 期間通算         | 期間通算         |
| 2003-04          | デン・ハーグ     |                  | エールディヴィジ | 8                | 0                |                  |                  |                  |                  |                  |                  |
| 通算             | オランダ         | オランダ         | エールディヴィジ | 25               | 4                |                  |                  |                  |                  |                  |                  |
| 通算             | スペイン         | スペイン         | プリメーラ       | 15               | 3                |                  |                  |                  |                  |                  |                  |
| 通算             | スペイン         | スペイン         | セグンダ         | 29               | 1                |                  |                  |                  |                  |                  |                  |
| 通算             | 日本             | 日本             | J1               | 87               | 10               | 17               | 2                | 11               | 2                | 115              | 14               |
| 通算             | 日本             | 日本             | J2               | 13               | 1                | -                | -                |                  |                  |                  |                  |
| 通算             | フランス         | フランス         | リーグ・アン     | 22               | 1                |                  |                  |                  |                  |                  |                  |
| 総通算           | 総通算           | 総通算           | 総通算           | 191              | 20               |                  |                  |                  |                  |                  |                  |

その他の公式戦
- 2000年
  - スーパーカップ 1試合0得点

国際試合
- 2000/01 アジアカップウィナーズカップ 4試合0得点

## タイトル

### 選手時代
アヤックス・アムステルダム
- エールディヴィジ：2回（1993-94、1994-95）
- KNVBカップ：1回（1992-93）
- ヨハン・クライフ・スハール：1回（1995）
- UEFAチャンピオンズリーグ：1回（1994-95）

セビージャFC
- トロフェオ・コロンビーノ：1回（1996）

名古屋グランパスエイト
- 天皇杯全日本サッカー選手権大会：1回（1999）

個人
- アヤックス・タレント・オブ・ザ・イヤー（マルコ・ファン・バステン賞）：1回（1994）